# Fernando Barahona Pérez
Fernando Barahona Pérez (f. 1941) fue un político español.

## Biografía
Era oriundo de Madrid. Instalador sanitario de profesión, se afilió al Partido Comunista de España (PCE). 
Durante la Guerra civil formó parte de comisario político del Ejército Popular de la República, llegando a ejercer como comisario político de las brigadas mixtas 34.ª y 99.ª, estando destinado en el frente del Centro. Al final de la contienda fue detenido por las fuerzas casadistas, siendo encarcelado. Capturado posteriormente por los franquistas, sería juzgado, condenado a muerte y fusilado en el madrileño Cementerio del Este el 3 de julio de 1941 junto a otros trece militantes del PCE.